# Stephanskirchen (Bad Endorf)
Stephanskirchen ist ein Gemeindeteil des Marktes Bad Endorf mit rund 25 Einwohnern. Für die umliegenden Dörfer und insbesondere für den Ort Hemhof ist Stephanskirchen als Kirch- und Schulort (Teilgrundschule) von Bedeutung.

## Geographie
Das Pfarrdorf Stephanskirchen liegt knapp einen Kilometer nördlich von Hemhof auf einer kleinen Anhöhe westlich des Schloßsees, einer der Seen der Eggstätt-Hemhofer Seenplatte. Unterhalb der Anhöhe verläuft die Kreisstraße von Hemhof nach Höslwang. 
Nördlich des Ortes verlief die Römerstraße zwischen Salzburg und Augsburg, die Via Julia. Vom um die Kirche gelegenen Friedhof aus bietet sich eine schöne Aussicht auf Hemhof und die Kampenwand samt den danebenliegenden Bergen.

## Geschichte
Stephanskirchen wurde 1120 erstmals erwähnt. Auch im Codex Falkensteinensis wird der Ort mehrfach genannt. 1360 wurde die Kirche erstmals erwähnt. Der Name Stephanskirchen und die Hügellage an der Römerstraße haben jedoch eine lange Geschichte vor dieser Zeit vermuten lassen. Kirchenrechtlich gehörte Stephanskirchen zur Pfarrei Eggstätt.
Stephanskirchen unterstand dem Pfleggericht Kling, nach 1803 dem Gerichtsbezirk in Trostberg, dann dem Landgericht in Prien. Seit 1818 gehörte das Dorf zur mit dem bayerischen Gemeindeedikt gegründeten Gemeinde Hemhof. Im Zuge der Gebietsreform wurde diese 1978 in die Gemeinde Endorf eingegliedert.
Die Kirche St. Stephan hatte verschiedenen rechtlichen Status und unterstand ab etwa 1600 bis zur Säkularisation 1803 dem Augustinerchorherrnstift Chiemsee. Nachdem die Kirche wieder zur Pfarrei Eggstätt gehört hatte, wurde sie 1978 der Pfarrei Endorf zugeschlagen; zunächst als Kuratiegemeinde, dann in einem Pfarrverband.
Seit 1876 war Stephanskirchen nicht nur als Kirch-, sondern auch als Schulort von Bedeutung.

## Sehenswürdigkeiten

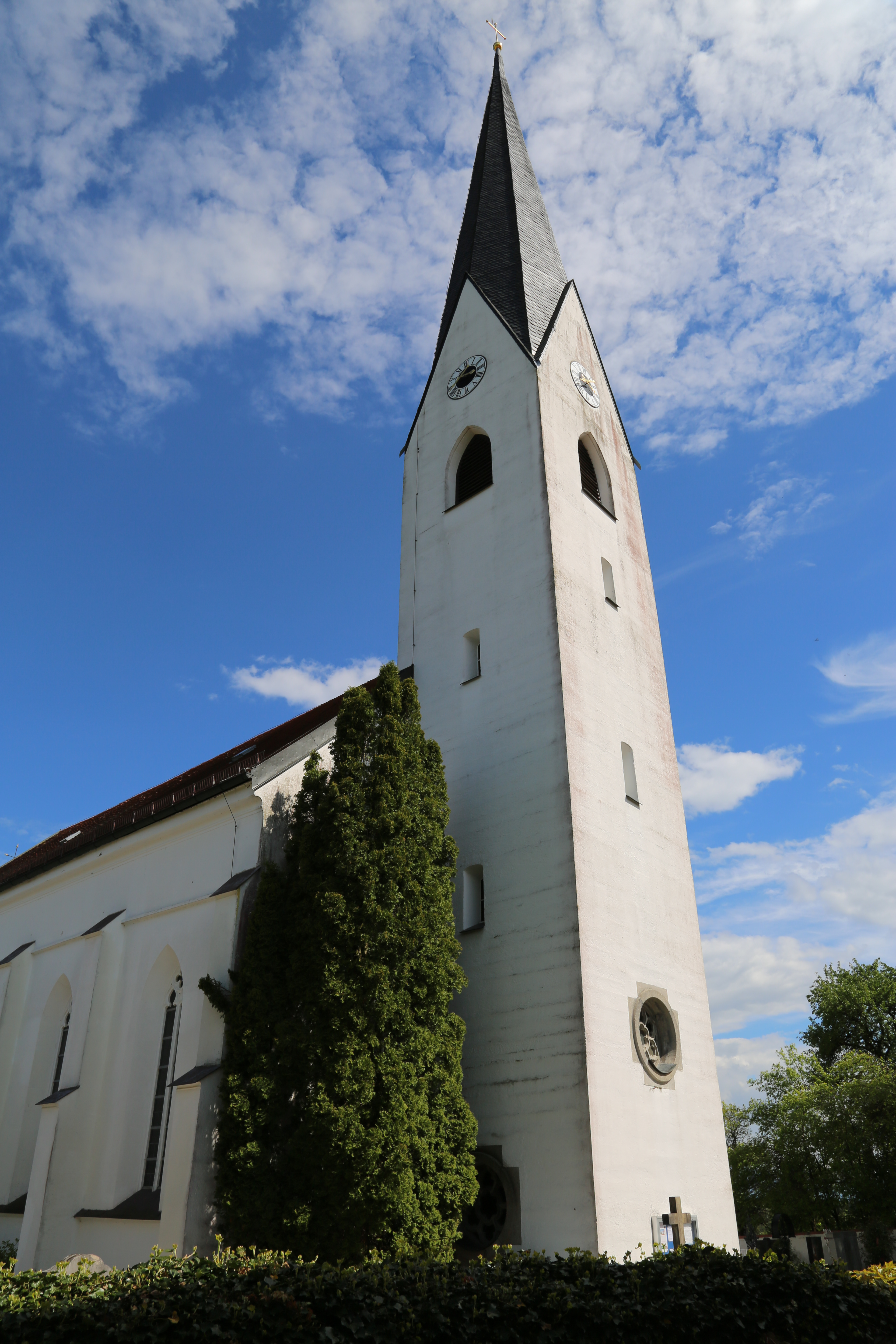
Kuratiekirche St. Rupertus und Laurentius

- Die neogotische Saalkirche wurde in den Jahren 1895 bis 1897 durch Joseph Elsner senior erbaut.

- Mojerwirt, denkmalgeschützte ehemalige Gastwirtschaft und der dazugehörige separate Bundwerkstadel aus der ersten Hälfte des 19. Jahrhunderts.